# Онофри, Крешенцио
Креше́нцио Оно́фри (итал. Crescenzio Onofri / Crescenzio Onofrij / Crescentio Onofri; 1632, Рим — 1713, Флоренция) — итальянский художник-пейзажист, живописец-монументалист и рисовальщик второй половины XVII — начала XVIII века.

## Биография
Онофри учился в Риме у Гаспара Дюге и был одним из самых сильных его учеников. Дюге, родственник и почитатель Пуссена, своим ученикам прививал любовь к особого рода «идеальному пейзажу», изобретённому в Риме в конце XVI века Аннибале Карраччи, преклонявшимся перед Рафаэлем.
«Идеальный пейзаж» получил развитие на протяжении двух столетий и стал определённым стандартом для композиций многочисленных итальянских и приехавших в Италию из северных стран художников. Успех и распространение этого вида живописи связаны, отчасти, с рынком и переменами вкуса в Европе Нового времени. Тон здесь задавали великие мастера, такие как Пьетро да Кортона, Никола Пуссен, Клод Лоррен и, не в последнюю очередь, Гаспар Дюге, наставник Онофри.
Крешенцио Онофри работал в городах папской области в течение первых двадцати лет своей деятельности, участвуя в оформлении резиденций знатных семей, таких как Паллавичини, Колонна и Памфили, часто работая совместно с учителем, Гаспаром Дюге.
Фрески апартаментов во дворце Палаццо Колонна (завершены после 1664) были созданы совместными усилиями Крешенцио Онофри, Гаспаром Дюге и Питером Мулиром.
Онофри упоминается под 1675 г. как член престижной Академии Святого Луки в Риме.
В 1696 году Крешенцио Онофри поселился во Флоренции, при дворе Великого герцога Козимо III Медичи. Здесь он работал вплоть до своей смерти в сотрудничестве с различными художниками, в том числе с Ливио Мехусом и Франческо Петруччи (Petrucci, 1660—1719), которых он допускал к участию в исполнении своих пейзажей. Поскольку 1712-м годом датирована запись о пересылке самим Онофри двух его картин, умер художник позже этого времени.

## Изображения в сети
- Пейзаж с замком на холме Архивная копия от 15 декабря 2014 на Wayback Machine[3]. Рисунок пером, отмывка коричневой тушью 19,9 × 28.5 см. Музей Метрополитен, Нью-Йорк
- Сельский пейзаж в окрестностях Рима. 1685 Архивная копия от 15 декабря 2014 на Wayback Machine[4], холст, масло 147 х 220 см
- Нарцисс и Эхо Архивная копия от 25 января 2015 на Wayback Machine перовой рисунок, тушь
- Южно-итальянский пейзаж, ок. 1700 Архивная копия от 15 декабря 2014 на Wayback Machine холст, масло 96,5 × 134.6 см. Художественный музей Индианаполиса, штат Индиана
- Пейзаж с пастухами и стадами, ок. 1680 Архивная копия от 15 декабря 2014 на Wayback Machine холст, масло 95 × 132 см